# Înregistrările akashice
Înregistrările Akashice (în sanscrită ”akasha” înseamnă "cer", "spațiu" sau "eter") este un termen folosit de autorii esoteriști în teosofie (și antropozofie) pentru a descrie un compendium de cunoștințe mistice codificat în planurile existențiale non-fizice. Aceste înregistrări sunt descrise a conține toată cunoașterea întregii experiențe umane cât și istoria cosmosului. Sunt prezentate metaforic ca o bibliotecă cât și alte analogii deseori găsite în concepte derivate din mișcările teozofice ale secolului al XIX-lea, rămânând predominant un subiect din discursul New Age. De obicei, autorii încearcă pe această cale să dea o aură de revelație propriilor scrieri fantastice, dar unii dintre aceștia cred în aceste ”revelatii" imaginare, ele fiind rodul imaginației lor in stari de transă meditavivă, sau stari alterate de constiinta, cum ar fi cele ale unor persoane bolnave de epilepsie sau de tulburare bipolară (I.P. Culianu-Călătorii în lumea de dincolo, București, Nemira, 1994,1999; Iași, Polirom, 2003, 2007, Experiențe ale extazului, București, Nemira, 1997; Iași, Polirom, 2004). 

## Descriere și explicație
"Înregistrările Akashice" este un termen teozofic referindu-se la un sistem universal de fișiere ce înregistrează orice gând creat, cuvânt sau acțiune. Înregistrările sunt făcute asupra unei substanțe subtile numită akasha (sau eterul conducător fonic). În misticismul Hindu, această akasha este considerată a fi principiul primar al naturii din care celelalte patru principii naturale sunt create: foc, aer, pământ și apă. Aceste cinci principii de asemeni reprezintă cele 5 simțuri ale ființei umane.
Un exemplu al unei persoane ce mulți susțin că a putut citi cu succes Înregistrările Akashice, este misticul american târziu Edgar Cayce. Cayce făcea citirile într-o stare de somn sau transă. Metoda lui Cayce a fost descrisă de Dr. Wesley H. Ketchum, ce pentru câțiva ani l-a folosit pe Cayce ca un adjunct al practicii lui medicale. "Subconștientul lui Cayce... este în directă comunicare cu toate celelalte minți subconștiente, și este capabil a interpreta prin mintea sa obiectivă și a împărtășii impresii recepționate de la alte minții obiective, culegând în acest fel toată cunoașterea dobândită de nesfârșitele milioane de celelalte minți subconștiente". În cartea "Legea lui Unu: vol. 1", o entitate identificată prin channeling drept Ra a confirmat în 1981, că Edgar Cayce intra de fapt în channel cu Înregistrările Akashice, și nu cu o entitate.
Credincioșii în existența Înregistrărilor Akashice afirmă că ele au fost accesate de oamenii antici din culturi diferite de-a lungul întregii istorii. În ciuda acestei afirmații, nu există nici o referință directă la akasha în niciun document istoric. Termenul în sine akasha, alături de conceptul de bibliotecă aetherică, a originat din filozofia indiană și a fost incorporat în mișcarea teozofică a secolului 19.
Printre indivizi ce au pretins că au folosit conștient înregistrările Akashice sunt: Linda Howe, Charles Webster Leadbeater, Annnie Besant, Alice Bailey, Samael Aun Weor, William Lilly, Manly P. Hall, Lilian Treemont, Dion Fortune, George Hunt Williamson, Rudolf Steiner, Madam Helena Petrovna Blavatsky, Edgar Cayce, William Bhulman și Michael J. Dickens.
Potrivit credincioșilor, akasha este colecția tuturor evenimentelor și răspunsurilor privind conștiința din toate realitățile. Astfel, toate formele de viață contribuie și au acces la înregistrările Akashice. Orice om poate deveni un medium psihic pentru a accesa înregistrările, și tehnici variate și discipline spirituale (exemplu: Yoga, Pranayama, Meditație, Rugăciune, Imaginație) pot fi folosite pentru a atinge starea focalizată necesară accesării înregistrărilor.
Așa cum există biblioteci specializate convențional (exemplu medicină, ASE), aderenții descriu existența unor diverse înregistrări Akashice (ex. umane, animale, plante, minerale, etc.) ce în totalizarea lor cuprind toată cunoașterea posibilă. Majoritatea scrierilor se referă la înregistrările Akashice în domeniul experiențelor umane, dar credincioșii cred că toate fenomenele de experiență cât și cunoașterea transcendentală sunt codificate în acestea.

## Relatări specifice ale Înregistrărilor Akashice
În cartea sa "Journey of Souls" ("Călătoria sufletelor") și "Destiny of Souls, Evidence of Life between Lives", ("Destinul Sufletelor, Evidența vieților dintre vieții"), Michael Newton, un hipnoterapeut ce a lucrat cu subiecți în stări profunde, are multe relatări ale înregistrărilor Akashice, sau a "Cărții Vieții". Sufletele înainte de Reîncarnare merg la o bibliotecă și văd pagini asociate cu viața ce consideră să o ia. Paginile nu sunt neapărat consecutive. Deși pot fi puncte de răscruce definitive în cursul vieții noastre, liberul nostru arbitru poate schimba drumuri, evenimente și rezultate. În timp ce sufletul se pregătește pentru o viață cu intenția de a învăța o lecție în special sau pentru a plăti o datorie karmică (în sanscrită "întoarcere"), sufletul va alege de asemeni o familie și un corp ce îl va ajuta cu lecțiile pentru această reîncarnare. Pentru mulți, unele din aceste imagini supraviețuiesc "amneziei nașterii" și devin astfel intuiția noastră ce ne servește în timpul vieții.
C.W. Leadbeater, care a susținut că este clarvăzător, a desfășurat o cercetare asupra înregistrărilor Akashice ce a spus că a făcut-o la Sediul Societății Teozofice din Adyar (Tamil Nadu), India în vara anului 1910 și a scris rezultatele în cartea sa "Man: How, Whence, and Whither?" ("Omul: Cum, de unde și încotro ?"). Cartea relatează istoria Atlantidei și alte civilizații, chiar și societatea Pământului în viitorul secol 27.
La Înregistrare Akashice face referire și Edgar Cayce, care a declarat că fiecare persoană este luată la răspundere după viață și "confruntată" cu înregistrările Akashice personale, cu ceea ce au făcut sau nu, în viața, într-un sens karmic. Ideea este comparabilă cu cartea biblică a vieții, care este consultată pentru a vedea dacă morții sunt admiși sau nu în Rai.
Ervin Laszlo în cărțile sale "Știința și Câmpul Akashic" și "Știința Re-fermecarea Cosmosului" aduce cele mai noi date științifice asupra Câmpului-A și funcția sa ca sursă a tuturor manifestărilor și interconectărilor, erupând în și în afară, prin intermediul domeniului vidului sau energia punctului zero, pe care el o echivaleaza cu Akasha - Mintea Cosmică, Conștiința Universală, precum și în câmpul care unifică toate lucrurile.
Jane Roberts în cărțile Seth descrie o versiune diferită a unei idei similare atunci când Seth afirmă că lucrurile fundamentale ale universului sunt ideile și conștiința, și că o idee, o dată concepută există pentru totdeauna. Seth a susținut că toate ideile și cunoștințele sunt, în principiu, accesibile prin "cogniție directă". Cogniția directă împarte congruență semantică, cu intuiția și permite posibilitatea de a cunoaște direct, fără ca timpul să treacă și fără a fi nevoie de cunoștințe transferate, de exemplu, într-un discurs sau text. Acest lucru este similar cu ceea ce Robert Monroe descrie ca "memorare" în trilogia cărților despre experiențele extracorporale.
Robert L. DeMelo în cartea digitala a sa în fizică teoretică "Principiile Generale ale Relativității A" ia o altă și diferită abordare, deducând prin logică implicită potențiala existență a unei Conștiințe Universale infinit cunoscătoare în care suntem cu toți implicați, și în esență, contribuind la existența Sa. Deducerea lui logic compară proprietăți comune dintre timp și spațiu și se aplică le conștiință. El încheie în cartea sa electronică referindu-se la această Conștiință Infinită ca Dumnezeu.
Conform scrierilor rosicruciene ale lui Max Heindel, Memoriile Naturii (înregistrările Akashice) pot fi citite în trei lumi diferite interioare. În eterul reflectant al regiunii eterice există imagini cu tot ce sa întâmplat în lume - cel puțin cu câteva sute de ani înapoi, sau chiar mult mai mult, în unele cazuri - ele apar ca un fel de imagini pe un ecran, cu diferența că scenele se deplasează înapoi. Memoria Naturii poate fi citită, într-o manieră complet diferită ce acoperă esența unei vieți întregi sau un eveniment, într-o lume mai înaltă, în cea mai mare subdiviziune a Regiunii Gândului Concret al planului lumii mental, și, în cele din urmă mai poate fi citită în Lumea Duhului Vieții, ce acoperă evenimente din cele mai vechi timpuri ale manifestării noastre prezente, dar numai pentru adepții spirituali sau entităților spirituale și prin har, accesul la Înregistrări este acordat.
Cartea Urantia pretinde valabilitatea și realitatea acestor "Înregistrări Vii" în mai multe instanțe. În articolul 25 este găsită declarația: "Îngerii ce înregistrează ai planetelor locuite, sunt sursa tuturor înregistrărilor individuale. În toate universurile alte funcții ale "grefierilor", sunt atât înregistrările oficiale cât și înregistrările vii. De la Urantia la Paradis, ambele înregistrări sunt întâlnite: într-un univers local, mai multe înregistrări scrise și mai puțin cele vii; în Paradis, mai multe înregistrări de viață și de mai puțin cele formale; pe Uversa, ambele sunt la fel de disponibile."
Și în Articolul 25:
"Memoria Compasiunii este o experiență vie cântărită, o stare actuală a contactului tău cu forțele supranaturale ale tărâmurilor. Acestea sunt înregistrările vii ale compasiunii de întrajutorare, care sunt citite ca dovezi în fața instanțelor Uversa atunci când drepturile fiecărui individ la viața veșnică sunt puse la judecată, atunci când sceptrele sunt numărate și Zilele Antice așezate. Difuzările Uversa ies și vin în fața dinaintea lor; mii și mii slujesc lor, și zece mii de ori zece mii stau în fața lor. Hotărârea este stabilită, și cărțile sunt deschise. Și cărțile ce sunt deschise într-o ocazie așa memorabilă sunt Înregistrările Vii ale secorafimul terțiar al super-universului. Înregistrările oficiale sunt aranjate pentru a corobora mărturia Memoriilor Compasiunii, dacă acestea sunt necesare. "
În "Legea lui Unu", vol. I, o carte ce pretinde a conține conversații prin channeling (spiritism) cu un "complex social de memorie" cunoscut de oameni ca "Ra", atunci când solicitantul întreabă de unde Edgar Cayce a primit informațiile sale, răspunsul primit a fost, "Am explicat mai înainte că Infinitul Inteligent este adus în domeniul energiei inteligente de la a opta densitate sau octavă. Acel complex vibratoriu sonor numit Edgar a folosit această poarta de acces pentru a vizualiza prezentul, care nu este continuumul trăit ci potențialul complex social de memorie al acestei sfere planetare. Termenul folosit de voi pentru acesta sunt "Înregistrările Akashice" sau "Coridorul Înregistrărilor" 
Citirea vieților viitoare: A fost o femeie pe nume Helen Stewart Wambach, Ph.D. (1925-1985) ce a trăit în Concord, California, care a pretins că poate hipnotiza oamenii să trăiască viețile viitoare posibile ale lor în diferite universuri paralele.
În cartea Profeția Thiaoouba, autorul este răpit de ființe extraterestre supreme, ca într-o parte a cărții să fie condus prin Înregistrările Akashice. Sinonimul ce îl utilizează este psihosferă. Potrivit autorului, înregistrările Akashice sunt ca un "cocon vibrant, care se rotește la o viteză de șapte ori cea a luminii. Acest cocon acționează ca o sugativă, așa cum era, captând (și amintindu-și), absolut orice eveniment ce are loc pe planetă. Conținutul acestui Cocon este inaccesibil pentru noi de pe Pământ - nu avem nici un fel de a 'citii terenul'".

## Scepticism
Până în prezent, singurele dovezi ale înregistrărilor Akashice au fost afirmațiile celor care pretind că adună informații din ele. Aceste afirmații nu pot fi testate empiric, și, prin urmare, nu este considerată o problemă serioasă de cercetare științifică. Atât tradițiile creștine cât și cele vedice/hinduse, în general, nu recunosc Scripturile și convingerile lor ca fiind înrădăcinate în cronicile Akashice, deși anumite grupuri sau persoane fizice pot favoriza o astfel de credință. Cu toate acestea, în credința islamică, sub conceptul de Qadar, există o menționare a unei așa-numita "Cartea Decretului", sau "Al-Lawh Al-Mahfud", care este de asemenea definită ca o tabletă ce deține evidența tuturor evenimentelor ce s-au întâmplat vreodată și ce se vor întâmpla. (Vezi: Predestinarea în Islam)
O ipoteză în discuție răspândită a Înregistrărilor Akashice este că acestea sunt obiective; asta fiind, că "citirea" unei înregistrări este un eveniment real din istorie, decât a fii punctul de vedere subiectiv al minții care a făcut impresiile evenimentului ce este reamintit sau "accesat". Un punct de vedere contrastant este că înregistrările arată doar instanțe subiective ale ființelor umane, de aceea ele pot fi contradictorii, de-a lungul ideilor din filmul Rashomon. (?)

## Înregistrările Akashice în cultura
- În sezonul doi din serialul de televiziune Eureka, directorul Global Dynamics, Allison Blake, descoperă că printr-un accident ciudat, fiul ei Kevin este capabil să acceseze și controleze ceea ce ei se referă la "Câmpul Akashic".
- In romanul științifico-fantastic New Age 2150 AD de Thea Alexander (1971), în anul 2150 societatea este ordonată după o filosofie numita macro-filosofia și au supercalculatoare cu ecrane uriașe ce pot accesa Înregistrările Akashice. [6]
- În Digimon, Wisemon are un atac numit "Demonul Laplace" ce îi permite să rescrie trecutul și viitorul prin editarea Înregistrărilor Akashice. [7]
- În Mechanicum, Maestrul fierar Zeth încearcă să construiască un "Cititor Akashic", folosind un set de "paranormali" pentru a accesa Înregistrările Akashice în warp.
- În episodul din "Farmece" "Ei sunt peste tot", intriga se învârte în jurul demonilor ce doresc să găsească cunoașterea conținută în Înregistrările Akashice.
- În diferite surse media de Type-Moon scopul final al magilor din asociația Magilor este a găsi o cale de a obține Înregistrările Akashice. De asemeni, o capacitate supranaturală folosită de personajele principale, din Type-Moon Kara no Kyoukai și Tsukihime, numită "Percepția Ochiului mistic al morții" permite utilizatorului să vadă Înregistrarea Akashică a "morți" prestabilite a unei persoane sau obiect în formă de linii și tăierea în bucăți a obiectului prin urmărirea liniei cu un instrument de taiere de orice dimensiune și / sau ascuțime.
- În .Hack//Link, povestea se învârte în jurul luptei pentru controlul Înregistrărilor Akashice ale "Lumii", MMORPG-ul din interiorul ficțiunii. Debutează cu rescrierea mai multor memorii ale caracterelor serialului, astfel încât aceștia se comportă ca și cum poveștile lor abia încep, nu cum se încheie.
- În Kingdom Hearts II, există o armă numit Înregistrările Akashice, ce apare ca o carte cu un mâner, în forma unui scut.
- În Outlaw Star, Galactic Leyline este un loc căutat de către protagoniști care se presupune a fi o vastă comoara. Atunci când este găsită, se dovedește a fi o "bibliotecă universală", create de o rasă avansată, dar acum dispărută care poseda o cunoaștere excepțională în știință, tehnologie, și realitate. Pentru cei care știu cum să o folosească, Galactic Leyline poate fi văzută ca "Mașinăria lui Dumnezeu" datorită cunoștințelor și înțelegerii sale avansate a universului, precum și capacitatea de a schimba soarta ca și cum ar fi o lege fizică.
- In Persona 4, Canalul/Tărâmul Midnight este colecția gândurilor oamenilor de Inaba. Este influențat de aceștia, și de multe ori oamenii din interior creează accidental propriile tărâmuri, ca umbre. În mod normal, fără ajutorul protagonistul, orice persoană care intră pe tărâmul Midnight moare datorită incapacității lor de a se accepta pe ei înșiși. Există, de asemenea, o abilitate fizică numit "Arta Akasha" care pot fi folosită în luptă.